# Last Quarter Moon
Last Quarter Moon es el álbum debut de la cantante italiana Chiara Civello. Este fue publicado en 2005 bajo el sello Verve Records. 

## Canciones
1. Here is everything - 4:55
2. The Wrong Goodbye - 4:22
3. Ora - 5:30  (Chiara Civello - Alex Alvear)
4. Caramel - 3:03 - (Suzanne Vega)
5. Parole Incerte - 6:26
6. Last Quarter Moon - 4:13
7. Nature Song - 4:17
8. In Questi Giorni - 3:03
9. Sambaroma - 1:34 - (Chiara Civello - Tino Derado)
10. Trouble - 4:13 - (Burt Bacharach - Chiara Civello)
11. Outono - 3:44 (Rosa Passos - Fernando de Oliveira)
12. I Won't Run Away - 2:37

- Datos: Q3283664